# Анисимов, Евгений Викторович
Евге́ний Ви́кторович Ани́симов (род. 4 октября 1947, Александров, Владимирская область) — советский и российский историк. Доктор исторических наук, профессор, главный научный сотрудник Санкт-Петербургского института истории РАН, ординарный профессор, научный руководитель департамента истории НИУ ВШЭ (Санкт-Петербургский филиал), профессор Европейского университета в Санкт-Петербурге, профессор Института живописи, скульптуры и архитектуры им. И. Е. Репина Российской академии художеств. Научный руководитель Института Петра Великого при Институте культурных программ Санкт-Петербурга, научный руководитель Санкт-Петербургского международного культурно-исторического университета для соотечественников, проживающих за рубежом, член ПЕН-клуба СПб. В прошлом — член Вольного исторического общества.

## Биография
В 1970 году окончил исторический факультет Ленинградского государственного педагогического института им. А. И. Герцена. На формирование научного стиля учёного повлияли историко-биографические работы Н. И. Павленко и Р. Г. Скрынникова. В 1975 году защитил кандидатскую диссертацию «Внутренняя политика Верховного Тайного Совета (1726—1730)». В 1985 году защитил докторскую диссертацию «Податная реформа Петра I: введение подушной подати в России (1718—1728)». Профессор.
С 1970 года работает в Ленинградском отделении института истории СССР (ЛОИИ АН СССР, ныне — Санкт-Петербургский институт истории РАН). Главный научный сотрудник. Специалист по политической истории России XVII—XVIII веков. Автор первых в России научных биографий императриц Анны Иоанновны и Елизаветы Петровны.
С 1995 года — профессор кафедры истории России Санкт-Петербургского государственного университета экономики и финансов. С 1996 года преподаёт в Европейском университете в Санкт-Петербурге. Читает курсы:
- Политический сыск и русское общество XVIII — первой половины XIX в.;
- Историография истории России. Часть вторая (XVIII — начало XX в.);
- Дискуссионные проблемы истории России. Ч. II (XVIII — начало XX в.);
- Россия и Запад проблемы модернизации в XVII — начале XIX вв. Общие тенденции и национальные особенности.

С 2012 года преподаёт в НИУ ВШЭ (СПб филиал) на департаменте истории, где по совместительству является научным руководителем департамента.
С 1989 года по настоящее время преподаёт как приглашённый профессор в различных университетах России, США, Великобритании, Германии, Италии. Является (с 2010 года) научным руководителем Института Петра Великого (Комитет по культуре СПб). Участвует в просветительской деятельности на телевидении. Автор и ведущий программ по истории «Дворцовые тайны», «Пленницы судьбы» (2000—2010) и «Кабинет истории» (2005) на телеканале «Культура». Член Совета по науке и образованию при Президенте РФ (2017—2020). Член редакционного совета журнала «Quaestio Rossica» и редколлегии журнала «Звезда».
Супруга — Нина Леонидовна Лужецкая, востоковед и переводчик, есть дочь и внучка.
В феврале 2022 года подписал открытое письмо российских учёных и научных журналистов с осуждением вторжения России на Украину.

## Награды
- Лауреат премии Митрополита Макария (Русская православная церковь, Московская мэрия, 2002); за книгу «Государственные реформы Петра Великого»[уточнить]);
- Лауреат Анциферовской премии (2000; Номинация «За общий вклад в современное петербургское краеведение»);
- Лауреат Серебряной медали имени княгини Дашковой (Институт имени княгини Дашковой, Москва, 2002);
- Лауреат Литературной премии на книжном фестивале «Невский форум» 2003 за книгу «Анна Иоанновна»;
- Топ 50. Самые знаменитые люди Петербурга. Главная премия года. Собака.Ru, 2013;
- Лауреат Премии Правительства Российской Федерации в области культуры, 2014;
- Финалист Премии «Династия» за книгу «Императорская Россия», 2015;
- Лауреат Премии Госкомитета по печати за книгу «От мачты до трюма», 2016;
- Лауреат Всероссийской историко-литературной премии «Александр Невский» за книгу «Генерал Багратион: Жизнь и война», 2018.

## Научные и научно-популярные труды
Автор более 250 печатных работ.

### Монографии
- Податная реформа Петра I. — Л.: Наука, 1982.
- Россия в середине XVIII века. Борьба за наследие Петра. — М.: Мысль, 1986 (2-е изд. 1988 в сб. «В борьбе за власть: страницы политической истории России XVIII в.»).
- Время петровских реформ. — Л.: Лениздат, 1989.
- Безвременье и временщики. — Л., 1991.
- Россия без Петра. — СПб., 1994.
- Государственные реформы Петра Великого. — СПб., 1997.
- Государственные преобразования и самодержавие Петра Великого в первой четверти XVIII века / Рос. акад. наук, Ин-т рос. истории, С.-Петерб. фил. — СПб. : Дмитрий Буланин, 1997. — 331 с. — Библиогр.: с. 308—317. — Указ. имен и учреждений: с. 319—328.
- Женщины на российском престоле. — СПб.: Норинт, 1997. — 416 с. : ил., портр. — Библиогр.: с. 411—412.
2-е изд.: Женщины на российском престоле. — СПб.: Норинт, 2002. — 416 с. — ISBN 5-7711-0106-0.
- Дыба и кнут: политический сыск и русское общество в XVIII в. — М., 1999.
- Елизавета Петровна. — М.: Молодая гвардия, 1999 (ЖЗЛ).
- Анна Иоанновна. — М., 2002, 2004 (ЖЗЛ).
- Юный град. Петербург времен Петра Великого. — СПб. : Дмитрий Буланин, 2003. — 363, [1] с. : ил., портр. — Библиогр. в подстроч. примеч. — ISBN 5-86007-374-7.
- Царь и город. — СПб., 2004.
- Русская пытка. — СПб., 2004.
- Дворцовые тайны. Россия, век XVIII. — СПб., 2006.
- Пленницы судьбы. — СПб. : Питер, 2007. — 366, [1] с., [8] л. цв. ил. — (Дворцовые тайны)
Другое издание: Пленницы судьбы. — СПб. : Пальмира, 2017. — 318, [1] с. — (Загадки истории).
Другое издание: Пленницы судьбы. — СПб. : Питер, 2018. — 479 с.
- Багратион: Жизнь и война. — М., 2008 (ЖЗЛ).
- Петербург времен Петра Великого — М.: Центрполиграф, 2008.
- Русский застенок. Тайны Тайной канцелярии. — М.; СПб. : Центрполиграф : МиМ-Дельта, 2009 (макет 2010). — 411, [2] с. : ил., портр. — Библиогр.: с. 410—412. — ISBN 978-5-9524-4767-7.
- История России от Рюрика до Путина. Люди. События. Даты. — СПб.: Питер, 2010.
  - История России от Рюрика до Путина. Люди. События. Даты. — СПб.: Питер, 2019. — 592 с. — 3500 (дополнительный) экз. — ISBN 978-5-4461-0892-3.
- Афродита у власти. Царствование Елизаветы Петровны — М.: АСТ, 2010.
Другое издание: Елизавета Петровна. Афродита у власти. — М. : Академический проект, 2017. — 390 с. — ISBN 978-5-8291-1868-6. — (Русская история: эпохи).
- Куда ж нам плыть? Россия после Петра Великого. — М. : АСТ : Астрель, 2010. — 604, [1] с., [16] л. ил., портр.
- Императорская Россия. — СПб.: Питер, 2011. — ISBN 978-5-4237-0168-0.
- Письмо турецкому султану. Образы России глазами историка. СПб., 2013.
- Хронология российской истории. Россия и мир. — СПб.: Питер, 2013.
- Толпа героев XVIII века. — М. : Астрель, 2013. — 669 с. : портр.
- Русское искусство глазами историка, или куда ведет Сусанин. — СПб., 2016.
- Пётр Первый: благо или зло для России? — М.: Новое литературное обозрение, 2017.
- Держава и топор: царская власть, политический сыск и русское общество в XVIII веке. — М.: Новое литературное обозрение, 2019.
- 100 картин русской истории. — СПб.: Арка, 2020. — ISBN 978-5-91208-411-9.

### Учебники
- Анисимов Е. В. История России, 1682—1861: Экспериментальное учебное пособие для средней школы / Е. В. Анисимов, А. Б. Каменский; Российский независимый институт социальных и национальных проблем, Центр политической и экономической истории России. — М.: Терра, 1996. — 463 с. — 40 000 экз. — ISBN 5-300-00253-4. (переиздавался в 1998)
- Анисимов Е. В., Каменский, А. Б. Россия в XVIII — первой половине XIX века: История. Историк. Документ. Экспериментальное учебное пособие для старших классов / Е. В. Анисимов, А. Б. Каменский. — М.: Московский институт образовательных систем, 1994. — 333 с. — (Программа «Обновление гуманитарного образования в России»). — 30 000 экз. — ISBN 5-7084-0089-7. (переиздавался в 1996).

### Статьи в энциклопедиях
- Пётр I : [арх. 19 октября 2022] / Е. В. Анисимов // Большая российская энциклопедия [Электронный ресурс]. — 2016.
- Анна Иоанновна : [арх. 2 июля 2020] / Е. В. Анисимов // Большая российская энциклопедия : [в 35 т.] / гл. ред. Ю. С. Осипов. — М. : Большая российская энциклопедия, 2004—2017.